# Wadj-wer (ägyptische Mythologie)
Wadj-wer ist ein altägyptischer Fruchtbarkeitsgott, dessen Hauptkultort sich im Nildelta befand. Sein Name „Großer Blauer“ beziehungsweise „Großer Grüner“ verweist auf das mythologische Urmeer, aus dem alles Leben entstand. Wadj-wer wird zweigeschlechtlich mit stark betonten Brüsten und dem Bauch einer schwangeren Frau dargestellt. Seinen Körper zieren Wasserlinien. Die Gottheit ist seit dem Alten Reich belegt.